# 达姆雷
达姆雷（法語：Damerey，法語發音：[damʁɛ]）是法国索恩-卢瓦尔省的一个市镇，属于索恩河畔沙隆区。

## 地理
达姆雷（46°50'4"N, 4°59'27"E）面积11.62 平方千米，位于法国勃艮第-弗朗什-孔泰大區索恩-卢瓦尔省，该省份为法国中部省份，北起顺时针与科多尔省、汝拉省、安省、罗讷省、卢瓦尔省、阿列省和涅夫勒省接壤。
与达姆雷接壤的市镇（或旧市镇、城区）包括：贝村、热尔日、蒙夸、布雷斯地区圣马丹。

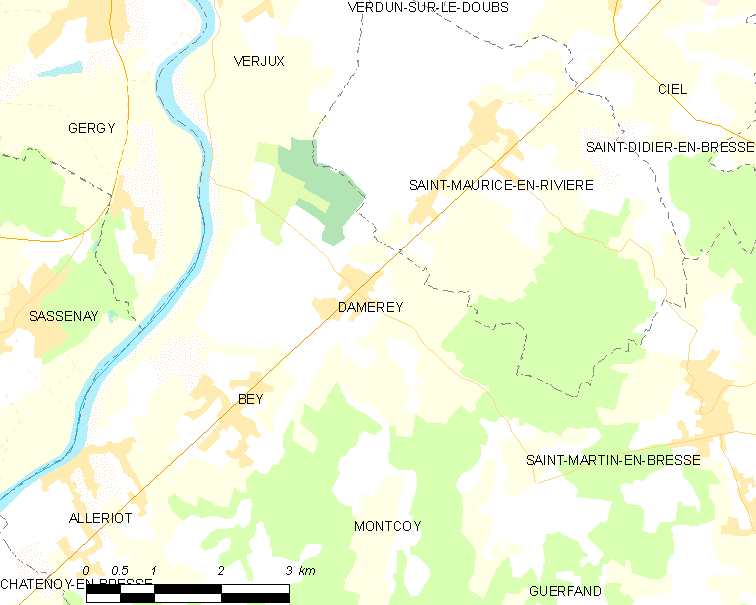
达姆雷的OSM定位图

达姆雷的时区为UTC+01:00、UTC+02:00（夏令时）。

## 行政
达姆雷的邮政编码为71620，INSEE市镇编码为71167。

## 政治
达姆雷所属的省级选区为热尔日县。

## 人口

1962-2008年间达姆雷人口变化图示

达姆雷于2022年1月1日时的人口数量为548人。